# دهستان محمدآباد (کرج)
دهستان محمدآباد دهستانی در بخش مرکزی شهرستان کرج، استان البرز در ایران است. براساس سرشماری مرکز آمار ایران در سال ۱۳۹۵، جمعیت آن ۱۱۹۳۹ نفر (۲۲۹۳ خانوار) بوده‌است. در تاریخ ۱۳۷۴/۱۱/۱۱ طبق مصوبه مجلس از ادغام ۱۱ روستای این دهستان شهر محمدشهر شکل گرفت.
دهستان محمدآباد با وسعتی معادل ۱۵۵۸۴ هكتار در فاصله ۵ كيلومتري جنوب اتوبان كرج – تهران و ۴۰ كيلومتری غرب شهر تهران واقع شده است.
این دهستان در گذشته از چند ده کوچک تشکیل شده بود. با تحولات جمعیتی در کشور ایران طی چند دهه بسیار به جمعیت این منطقه افزوده شد. از علت‌های افزایش جمعیت در این دهستان می‌توان به نزدیکی به شهرهای تهران و کرج ، وجود مراکز صنعتی و اداری در اطراف این منطقه و ارزانی زمین و امکان ساخت و ساز های غیر قانونی و ارزان اشاره کرد.

## مناطق مسکونی
مناطق زیر در گذشته جزء دهستان محمدآباد بوده اند که با ادغام روستاهای این دهستان درحال حاضر هرکدام از آنها به شهرهای اطراف خود مانند محمدشهر  ، مشکین دشت و کرج الحاق شده اند.
- محمدآباد (در گذشته مرکز این دهستان بود که در سال ۱۳۷۵ به شهر ارتقا یافت و به محمدشهر تغییر نام داد)
- گلستانک (اکنون جزء کرج)
- علی‌آباد گونه (اکنون جزء محمدشهر)
- شهرک نهال و بذر (اکنون جزء کرج)
- قلعه روستائی (اکنون جزء محمدشهر)
- فرخ‌آباد (اکنون جزء مشکین‌دشت)
- شهرک مرکز تحقیقات منطقه البرز (اکنون جزء کرج)
- شهرک مهندسی زراعی (اکنون جزء مشکین‌دشت)
- نهالستان (اکنون جزء کرج)
- شهرک مرکز خاک‌شناسی و حاصلخیزی خاک (اکنون جزء کرج)
- شهرک معاونت آب و خاک جهاد کشاورزی (اکنون جزء کرج)
- شهرک مرکز اصلاح نژاد و بهبود شیر (اکنون در محدوده فردیس)